# Caesareum
Het Caesareum in Alexandrië, Egypte, was een tempel gewijd aan Julius Caesar of Marcus Antonius, en werd gebouwd in de eerste eeuw v. Chr.
Het lag op de meest zuidelijke punt van de Grote Haven. Met de bouw van het monument werd begonnen onder koningin Cleopatra en het werd voltooid onder keizer Augustus. Het Caesareum diende vierhonderd jaar als het Alexandrijnse centrum van de keizerlijke cultus. Rond 355 werd het Caesareum aan de bisschop van Alexandrië gegeven om onder Cyrillus van Alexandrië de belangrijkste kerk van de stad te worden. 
Van het bouwwerk resteren nog enkele delen, waaronder de Naald van Cleopatra in het New Yorkse Central Park.